# Egységjármű

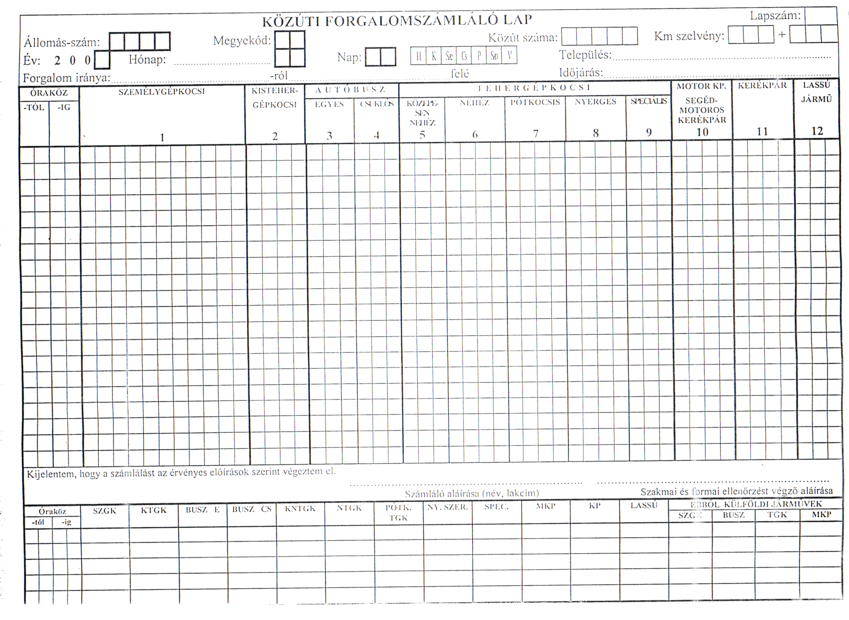
Közúti forgalomszámláló lap

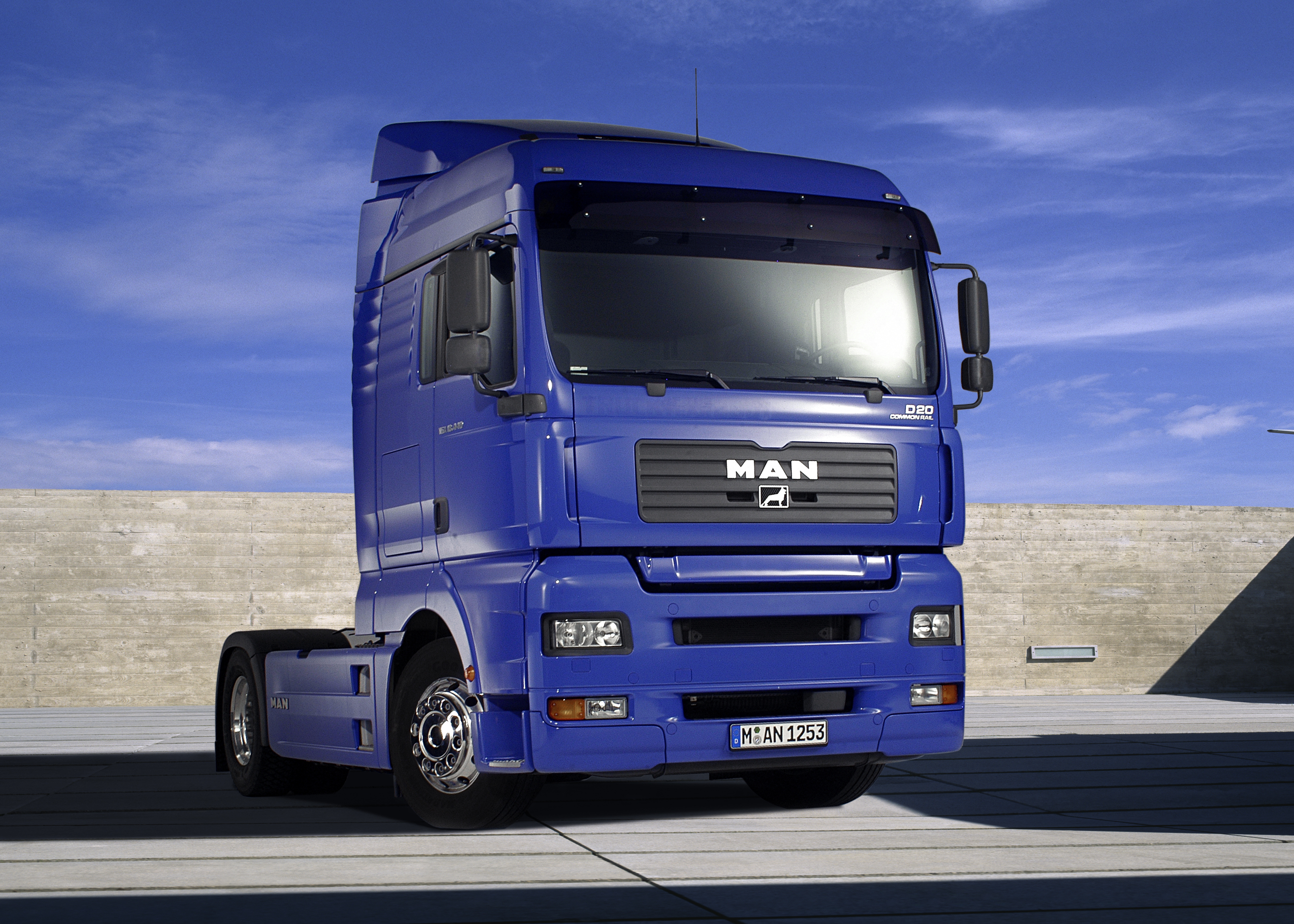
Nyerges vontató

Az egységjármű (személygépkocsi-egység, esetleg egység) fogalmát a közúti forgalomnagyság egyetlen mérőszámmal való megadására vezették be. Képzett (aggregált), fiktív járműszám: Az egyes járműkategóriákban számlált jármű-darabszámok egységjárműszorzóval felszorzott értékeinek összege. Jele: E
A forgalomnagyság jellemzésére használják az időegység (általában 1 óra) alatt a vizsgált keresztmetszeten vagy csomóponton áthaladt egységjármű-számot. Jele: E/h.
Számos módszer van a forgalomnagyaág meghatározására, ilyenek például a lineáris regressziós vagy a Walker-módszer.

## Járműkategóriák, egységjármű-szorzók
| sz. | járműtípus                           | számlálóállomás fekvése | számlálóállomás fekvése |
| sz. | járműtípus                           | külterület              | lakott terület          |
| --- | ------------------------------------ | ----------------------- | ----------------------- |
| 1.  | személygépkocsi                      | 1,0                     | 1,0                     |
| 2.  | kistehergépkocsi                     | 1,0                     | 1,0                     |
| 3.  | egyes (szóló) autóbusz               | 2,5                     | 1,8                     |
| 4.  | csuklós autóbusz                     | 2,5                     | 2,5                     |
| 5.  | közepesen nehéz tehergépkocsi        | 2,5                     | 1,4                     |
| 6.  | nehéz tehergépkocsi                  | 2,5                     | 1,8                     |
| 7.  | pótkocsis tehergépkocsi              | 2,5                     | 2,5                     |
| 8.  | nyerges szerelvény                   | 2,5                     | 2,5                     |
| 9.  | speciális nehéz jármű                | 2,5                     | 2,5                     |
| 10. | motorkerékpár, segédmotoros kerékpár | 0,8                     | 0,7                     |
| 11. | kerékpár                             | 0,3                     | 0,3                     |
| 12. | lassú járművek                       | 2,5                     | 2,5                     |